# Джунковский, Георгий Николаевич
Гео́ргий (Юрий) Никола́евич Джунко́вский (UA1AB;  16 апреля 1918 — 4 мая 1977) — советский специалист в области радиоэлектроники, известный разработчик аппаратуры для любительской радиосвязи.

## Биография
Родился 16 апреля 1918 года в Тифлисе, Грузия, в семье профессора Николая Николаевича Джунковского (1893—1966) и светлейшей княжны Елены Георгиевны Дадиани. В 1920-х годах вместе с родителями уехал в Ленинград, где окончил школу и поступил в ЛЭИ.
Работал на коллективной радиостанции ЛЭИ. До окончания института был призван в армию, был участником советско-финской, а затем Великой Отечественной войны. Инженер-майор.
После войны остался служить на ракетно-артиллерийском полигоне на Ржевке (под Ленинградом). Из-за своего социального происхождения отказался вступить в КПСС.
В 1960—1970-х годах вместе с Я. С. Лаповком разработал несколько конструкций трансиверов и другой аппаратуры для любительской радиосвязи на коротких волнах. Личный любительский позывной Г. Н. Джунковского — UA1AB.
В 1976 году заболел раком легких (очень много курил). Умер 4 мая 1977 года.

## Награды и премии
- Сталинская премия третьей степени (1950) — за создание установки для исследования по баллистике (прибор для записи диаграммы давления газа в пушке во время выстрела)
- медаль «За боевые заслуги» (15.11.1950)
- орден Красной Звезды (26.10.1955).

## Публикации
- Джунковский Г. Конвертер КПК-1.//«Радио», 1960, № 5, с. 15-16
- Джунковский Г., Лаповок Я. Радиостанция первой категории.//Радио, 1967, № 5, с. 18-21, № 6, с. 17-18, № 7, с. 26-29
- Джунковский Г., Лаповок Я. Передатчик третьей категории.//«Радио», 1967, № 10, с. 17-20
- Джунковский Г., Лаповок Я. Передатчик начинающего ультракоротковолновика.//Радио, 1968, № 1, с. 14-16